# Église de l'Épiphanie de Saint-Pétersbourg
Pour les articles homonymes, voir Église de l'Épiphanie.
L'église de l'Epiphanie est une église orthodoxe située sur l'île Gutuevsky, à Saint-Pétersbourg . 
Elle a été conçue en style russe traditionnel par Vassili Kossiakov et construite en 1888. Elle a été consacrée en 1899.